# جون بي هيلي
جون بي هيلي (بالإنجليزية: John P. Healey)‏ هو شخصية أعمال أمريكي، ولد في 7 مارس 1922 في بالتيمور في الولايات المتحدة، وتوفي في 15 مارس 2019.